# Björn Wippich
Björn Wippich (* 21. Oktober 1977) ist ein deutscher Badmintonspieler. Er ist der Bruder des deutschen Badmintonspielers und O35-Mixed Weltmeisters Holger Wippich.

## Karriere
Björn Wippich belegte bei den Hungarian International 2002 sowohl Platz drei im Herrendoppel als auch Platz drei im Mixed. Bei den Czech International 2002 stand er im Viertelfinale des Doppels und im Achtelfinale des Einzels. Im Jahr zuvor hatte er bei den Belgian International 2001 im Viertelfinale des Doppels gestanden. Auf Landesebene gewann Wippich mehr als 25 sächsische Titel. Bei Südostdeutschen Meisterschaften war der für die SG Robur Zittau Athlet drei Mal erfolgreich. 2015 erreichte Wippich bei den Deutschen Meisterschaften in der Altersklasse O35 den 3. Platz im Einzel sowie den 2. Platz im Doppel. Dadurch qualifizierte er sich für die Badminton-Weltmeisterschaft 2015, der Altersklasse O35, in Schweden. Wippich spielte in der Saison 2014/15 für die erste sowie für die zweite Mannschaft der SG Robur Zittau.